# Gin Blossoms
Gin Blossoms sono un gruppo musicale statunitense di rock alternativo, formato a Tempe (Arizona) nel 1987.
Dalla formazione al 1996 hanno pubblicato tre album, prima di sciogliersi nel 1997.
Nel 2002 si sono riuniti ed hanno pubblicato, fino ad oggi, altri due album e due DVD.
Sono considerati una delle band più influenti del moderno rock indipendente, per merito degli elementi di rock melodico folk e country contenuti nella loro musica.

## Storia
All'inizio della carriera si fanno conoscere nei dintorni della loro città, Tempe in Arizona, mediante frequenti tournée che ne accrescono la popolarità e permettono loro di incidere il primo album "Dusted" in maniera indipendente.
Dopo alcuni cambiamenti di formazione, firmano un contratto con la A&M e tentano di realizzare il loro primo lavoro con una casa discografica importante. Le difficoltà sono molte e riescono a pubblicare un Extended play (EP) Up And Crumblin.
Nel 1989 esce New Miserable Experience, titolo che riflette la loro spiacevole esperienza nello show business. Il relativo successo viene funestato dal suicidio del chitarrista Doug Hopkins nel 1993.
Il loro secondo album con una major è pubblicato nel 1996 col titolo Congratulations I'm Sorry, che arriva alla posizione numero nove della classifica Billboard Hot 100.
Nella primavera del 1997 i Blossoms si sciolgono e ciascun membro si dedica ai propri progetti. Il cantante Wilson e il batterista Rhodes si ritrovano nei Gas Giants, il chitarrista Valenzuela forma i Low Watts, pubblica un album da solista e si cimenta nella produzione, campo nel quale agisce anche Wilson, usufruendo dei Mayberry Studios a Tempe di sua proprietà.
Nel 2002 i Blossoms ricominciano a suonare insieme. In attesa del debutto dal vivo la formazione subisce diversi cambiamenti e, nel 2006, registrano Major Lodge Victory nello studio di Wilson per poi registrarlo nuovamente agli Ardent Studios di Memphis.
Nel maggio 2009 pubblicano un album dal vivo Live In Concert. L'album contiene le versioni live di Hey Jealousy, Follow You Down e i recenti singoli Learning The Hard Way e Long Time Gone ed anche una reinterpretazione di Rocket Man di Elton John.
Il quinto album in studio della band, No Chocolate Cake, è stato pubblicato il 28 settembre 2010. Il primo singolo, Miss Desarray, era stato messo in onda dalle radio il 2 agosto 2010.

## Discografia

### Album in studio
- 1989 – Dusted
- 1992 – New Miserable Experience
- 1996 – Congratulations... I'm Sorry
- 2006 – Major Lodge Victory
- 2010 – No chocolate cake

### Album dal vivo
- 2009 – Live in Concert

### EP
- 1991 – Up and Crumbling
- 1994 – Shut Up and Smoke

### Raccolte
- 1999 – Outside Looking In: The Best of the Gin Blossoms
- 2002 – New Miserable Experience - Deluxe Edition
- 2003 – 20th Century Masters - The Millennium Collection: The Best of Gin Blossoms

### Colonne Sonore
- 1993 – Wayne's World 2 Track: Idiot Summer
- 1994 – Kiss My Ass: Classic Kiss Regrooved Track: Christine Sixteen
- 1994 – Speed Track: Soul Deep (1994)
- 1995 – Empire Records Track: 'Til I Hear It From You
- 2003 – To the Extreme: America's Fast Track to Rock Track: My Car
- 2003 – How to Lose a Guy in 10 Days Track: Follow You Down
- 2006 – Big Star, Small World Track: Back of a Car

### DVD
- 2003 – Just South of Nowhere
- 2004 – 20th Century Masters - The Best of Gin Blossoms